# Escurecimento de bordo

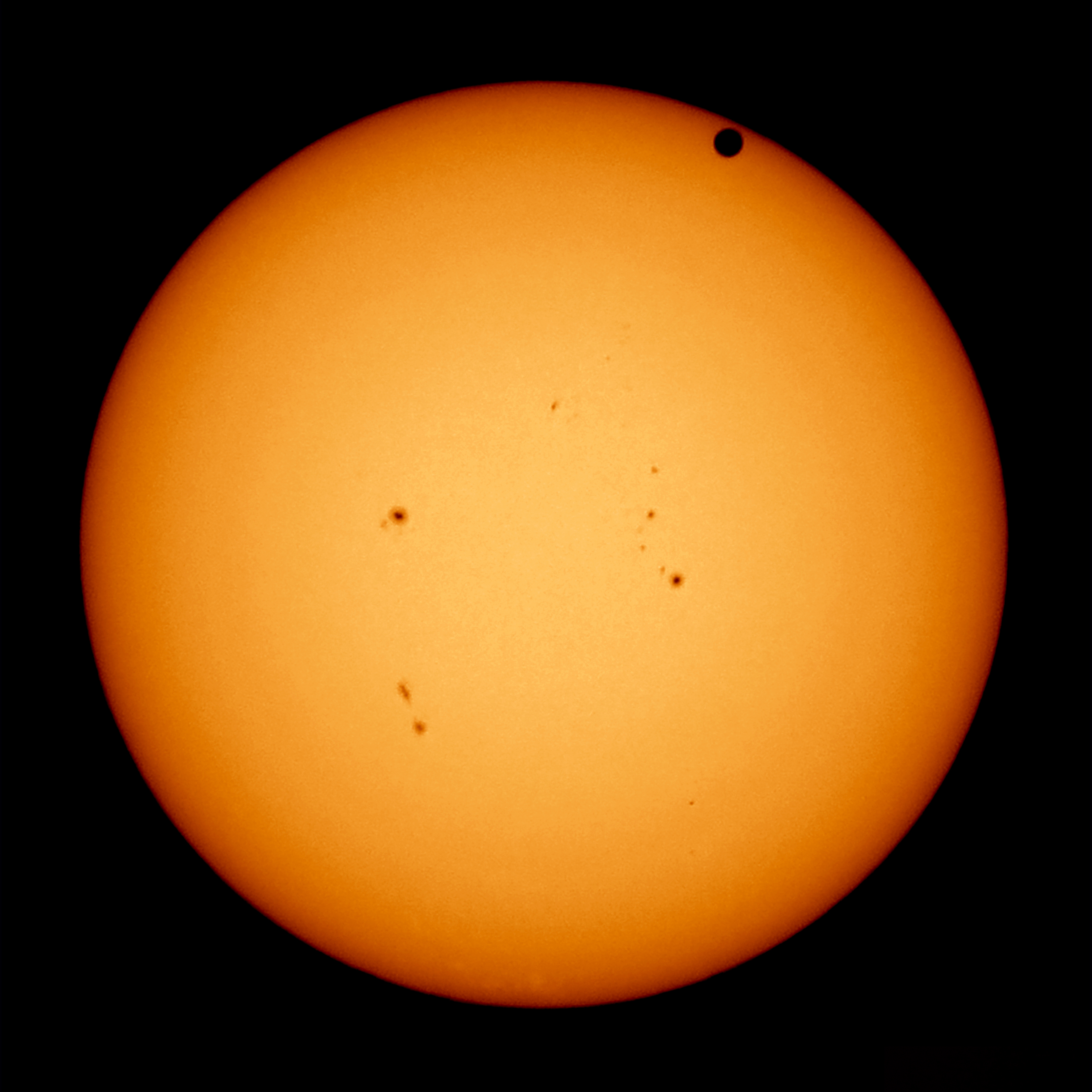
Uma imagem filtrada do Sol em luz visível, mostrando o efeito de escurecimento do bordo como uma luminosidade mais fraca em direção aos bordos do disco solar. A imagem foi tirada durante o trânsito de Vênus de 2012 (visto aqui como uma mancha escura na parte superior direita).

Escurecimento do bordo é um efeito óptico visto em estrelas (inclusive o Sol), em que a parte central do disco parece mais brilhante do que os bordos da imagem. O entendimento do efeito ofereceu aos primeiros astrônomos solares uma oportunidade para construir modelos com esses gradientes, o que levou ao desenvolvimento da teoria da transferência radioativa.

## Teoria básica

Um caso idealizado de escurecimento de bordo. A fronteira exterior é o raio no qual os fótons emitidos pela estrela não são mais absorvidos. L é a distância para a qual a profundidade óptica é unitária. Fótons de alta temperatura emitidos em A vão escapar da estrela, assim como fótons de baixa temperatura emitidos em B. Note que, para uma estrela típica, este diagrama não está em escala. Por exemplo, para o Sol, L teria apenas alguns quilômetros.

A ideia de profundidade óptica é crucial para o entendimento do escurecimento do bordo. Uma distância igual a uma profundidade óptica é a espessura da camada de gás através da qual uma fração de 1/e fótons pode escapar. Isto é o que define o bordo visível de uma estrela, uma vez que é a algumas profundidades ópticas que uma estrela se torna opaca. A radiação que nos atinge é aproximadamente a soma de todas as emissões ao longo de toda a linha visível, até o ponto em que a profundidade óptica é unitária. Em particular, se a intensidade da radiação em uma estrela varia linearmente com a profundidade óptica, então a radiação que nos atinge terá a intensidade correspondente a uma profundidade óptica de uma unidade. Quando miramos próximo ao bordo de uma estrela, nós não podemos “ver” na mesma profundidade do que quando olhamos para o centro, porque a linha de visão deve viajar em um ângulo obliquo através do gás estelar quando olhamos para perto do bordo. Em outras palavras, o raio da estrela no qual vemos a profundidade óptica como uma unidade aumenta quando movemos nossa linha de visão em direção ao bordo.
O segundo efeito é o fato de que a temperatura efetiva da atmosfera estelar é, normalmente, decrescente com o aumento da distância para o centro da estrela. A radiação emitida por um gás é uma forte função da temperatura. Para um corpo negro, por exemplo, a intensidade integrada ao longo do espectro é proporcional à quarta potência da temperatura (lei de Stefan-Boltzmann). Quando olhamos para uma estrela, em primeira aproximação, a radiação vem de um ponto em que a profundidade óptica é unitária, e este ponto é mais profundo quando olhamos para o centro, portanto a temperatura será maior, e a intensidade também, do que quando olhamos para o bordo.
Na verdade, a temperatura na atmosfera de uma estrela nem sempre decresce com o aumento da profundidade e, para algumas raias espectrais, a profundidade óptica é unitária em uma região de aumento da temperatura. Neste caso, nós vemos o fenômeno de “brilho no bordo”; para o Sol, a existência de uma zona de temperatura mínima significa que o brilho no bordo deveria começar a dominar no infravermelho distante ou nos comprimentos de onda de rádio. Para fora da baixa atmosfera, e bem acima da zona de temperatura mínima, encontramos a coroa solar de um milhão de kelvin. Para a maioria dos comprimentos de onda, esta região é opticamente estreita, isto é, possui profundidade óptica baixa e, portanto, deve ter brilho no bordo se for esfericamente simétrica.
Uma complicação adicional surge da existência de estrutura tridimensional. A análise clássica de escurecimento de bordo estelar, como descrito acima, assume a existência de um equilíbrio hidrostático suave, e em algum nível de precisão esta premissa deve falhar (mais obviamente em manchas solares e fáculas, mas geralmente em todos os lugares. Em vez disso, a fronteira entre a cromosfera e a coroa consiste de uma região de transição muito complicada, melhor observada em comprimentos de onda de ultravioleta apenas detectáveis do espaço.

## Cálculo do escurecimento de bordo

Geometria do escurecimento de bordo. A estrela tem centro em O e raio R, O observador está no ponto P à distância r do centro da estrela, e está olhando para o ponto S na superfície da estrela. No ponto de vista do observador, S está a um ângulo θ de uma linha através do centro da estrela e o bordo da estrela está no ângulo Ω.

Na figura mostrada aqui, enquanto o observador no ponto P estiver fora da atmosfera estelar, a intensidade vista na direção θ será uma função apenas do ângulo de incidência ψ. Isto é mais convenientemente aproximado como um polinômio em cos ψ:
{\displaystyle {\frac {I(\psi )}{I(0)}}=\sum _{k=0}^{N}a_{k}\cos ^{k}\psi ,}
onde I(ψ) é a intensidade vista em P ao longo de uma linha de visão que forma ângulo ψ com o raio estelar, e I(0) é a intensidade central. Para que o raio seja unitário, devemos ter:
{\displaystyle \sum _{k=0}^{N}a_{k}=1.}
Por exemplo, para um radiador lambertiano (sem escurecimento de bordo), teremos sempre ak = 0, exceto para a0 = 1. Como outro exemplo, para o Sol a 550 nm, o escurecimento de bordo será bem expresso por N = 2 e
{\displaystyle a_{0}=1-a_{1}-a_{2}=0,3,}
{\displaystyle a_{1}=0,93,}
{\displaystyle a_{2}=-0,23}
(Ver Cox, 2000). A equação para o escurecimento de bordo é às vezes mais convenientemente escrita como
{\displaystyle {\frac {I(\psi )}{I(0)}}=1+\sum _{k=1}^{N}A_{k}(1-\cos \psi )^{k},}

que agora possui N coeficientes independentes, em vez de N + 1 coeficientes que devem somar um.
As constantes ak podem ser relacionadas às constantes Ak. Para N = 2,
{\displaystyle A_{1}=-(a_{1}+2*a_{2}),}
{\displaystyle A_{2}=a_{2}.}
Para o Sol a 550 nm, temos, então:
{\displaystyle A_{1}=-0,47,}
{\displaystyle A_{2}=-0,23.}
Este modelo dá uma intensidade no bordo do disco solar de apenas 30% da intensidade no centro do disco.
Nós podemos converter essas fórmulas em funções de θ usando a substituição:
{\displaystyle \cos \psi ={\frac {\sqrt {\cos ^{2}\theta -\cos ^{2}\Omega }}{\sin \Omega }}={\sqrt {1-\left({\frac {\sin \theta }{\sin \Omega }}\right)^{2}}},}
onde Ω é o ângulo do observador para o bordo da estrela. Para θ pequenos, temos:
{\displaystyle \cos \psi \approx {\sqrt {1-\left({\frac {\theta }{\sin \Omega }}\right)^{2}}}.}
Vemos que a derivada de cos ψ é infinita no bordo.
A aproximação acima pode ser utilizada para derivar uma expressão analítica para a razão entre a intensidade média e a intensidade central. A intensidade média Im é a integral da intensidade ao longo do disco da estrela, dividida pelo ângulo sólido subtendido pelo disco:
{\displaystyle I_{m}={\frac {\int I(\psi )\,d\omega }{\int d\omega }},}
onde dω = sin θ dθ dφ é um elemento de ângulo sólido, e as integrais são sobre o disco: 0 ≤ φ ≤ 2π e 0 ≤ θ ≤ Ω. Podemos reescrever isto da forma:
{\displaystyle I_{m}={\frac {\int _{\cos \Omega }^{1}I(\psi )\,d\cos \theta }{\int _{\cos \Omega }^{1}d\cos \theta }}={\frac {\int _{\cos \Omega }^{1}I(\psi )\,d\cos \theta }{1-\cos \Omega }}.}
Embora esta equação possa ser resolvida analiticamente, ela é um tanto incômoda. No entanto, para um observador a uma distância infinita da estrela, {\displaystyle d\cos \theta } pode ser substituído por {\displaystyle \sin ^{2}\Omega \cos \psi \,d\cos \psi }, logo temos:
{\displaystyle I_{m}={\frac {\int _{0}^{1}I(\psi )\cos \psi \,d\cos \psi }{\int _{0}^{1}\cos \psi \,d\cos \psi }}=2\int _{0}^{1}I(\psi )\cos \psi \,d\cos \psi ,}
o que dá:
{\displaystyle {\frac {I_{m}}{I(0)}}=2\sum _{k=0}^{N}{\frac {a_{k}}{k+2}}.}
Ou, com o Sol a 550 nm, isto indica que a intensidade média é 80,5 % da intensidade no centro.